# Quintus Tullius Cicero Minor
Quintus Tullius Cicero Minor, ou Quintus Tullius Cicéron le Jeune, ou plus simplement Quintus Minor (né à Rome 67 ou 66 av. J.-C. - mort dans la même ville en décembre 43 av. J.-C.) est le fils de Quintus Tullius Cicéron et de Pomponia, sœur d'Atticus ; il est le neveu de l'orateur Marcus Tullius Cicéron et cousin germain de Marcus Tullius Cicéron Minor.

## Biographie
Il naît vers 67 ou 66 av. J.-C., à Rome et suit la même éducation poussée que son cousin germain, Marcus Tullius Cicero Minor. À l'âge venu des classes militaires, il suit son oncle lorsque ce dernier obtient le gouvernement proconsulaire de la Cilicie en 51 - 50 av. J.-C., il est rejoint par son père, revenu de ses campagnes en Gaule aux côtés de Jules César, au même moment.
Au lendemain de la bataille de Pharsale en 48, il est pardonné par César comme le reste de sa famille et il accompagne le vainqueur de Pompée en Hispanie. Après son assassinat aux Ides de Mars, il se range du côté de Brutus et Cassius et fut édile en 46 - menant le parti des républicains et des césaricides - et est de ce fait inclus dans la liste des proscriptions de 43 av. J.-C. publiées par le Second Triumvirat, menant à son assassinat à Rome en décembre 43 av. J.-C. Il aide d'ailleurs son père et refuse de révéler son emplacement même sous la torture. Voulant protéger son fils, Quintus se sachant découvert à Arpinum, se rend à Rome pour négocier sa vie en échange de la sienne, mais tous les deux sont passés au fil de l'épée.